# Annotation
Annotation (lateinisch annotatio) bedeutet „Anmerkung“, „Beifügung“, „Hinzufügung“. In diesem Sinn haben Annotationen bei Stichworten, Begriffsklärungen oder ausführlichen Texten den Charakter der Erklärung beziehungsweise Ergänzung.
Annotationen halten Dinge fest, die zwar nicht als wesentlich für das Hauptstichwort oder den Haupttext erachtet werden, aber wichtige Zusatzinformationen darstellen. Sie sind es immerhin wert, ausdrücklich festgehalten zu werden, und auf diese Weise erhalten die bezeichneten Inhalte einen Platz in der Ordnung des Ganzen, ohne die Struktur zu stören oder die Sinnlinie der Aussage zu unterbrechen.

## Linguistik
In der Linguistik geht es bei Annotationen um deskriptive oder analytische Anmerkungen, die auf „rohsprachliches“ Datenmaterial bezogen werden.
Betrachtet man zum Beispiel den Satz „Das Kind spielt in dem Garten.“ würde eine Annotation hierzu wie folgt lauten: „Das (Annotation: bestimmter Artikel, neutrum, Singular, Nominativ) Kind (Annotation: Nomen, neutrum, Singular, Nominativ) spielt (Annotation: finites Verb, Präsens, 3.Person Singular, Indikativ, Grundform spielen) in (Annotation: Präposition) dem (Annotation: bestimmter Artikel, maskulin, Singular, Dativ) Garten (Annotation: Nomen, maskulin, Singular, Dativ).“

## Informatik

### Programmierung
In der Softwareentwicklung dienen Annotationen dazu, Metadaten in den Quelltext eines Programms einzubinden. Diese haben keine direkte Auswirkung auf die Übersetzung des Quelltextes, bieten aber zusätzliche Möglichkeiten im Vergleich zu einfachen Kommentaren.

### Semantische Annotationen
Das semantische Web erfordert semantische Annotationen, z. B. mittels RDF, in Webseiten. So können Inhalte, die sonst nur von Menschen verstanden werden, auch für Maschinen interpretierbar gemacht werden. Eine analoge Vorgehensweise gilt für die Vision des Semantic Grid, wo Grid Services semantisch annotiert werden, z. B. mit der OWL-S Ontologie. Auch Symbole und Formeln können annotiert werden, was durch Annotations-Empfehlungsdienste beschleunigt werden kann.

## Biologie
In der Genetik und der Bioinformatik bezeichnet Annotation eine funktionelle Zuordnung, die sowohl aus experimentellen Befunden als auch aus einer Computer-gestützten Vorhersage stammen kann. So beschreibt die Annotation einer DNA-Sequenz u. a. die genaue Lage von Exons und Introns, proteincodierenden Bereichen einschließlich des codierten Proteins, Promotorelementen, repetitiven DNA-Elementen in dieser Sequenz.
Die großen Sequenzdatenbanken enthalten in jedem Eintrag neben der reinen Sequenzinformation eine Annotation. Deren Umfang kann den der annotierten Sequenz um ein Mehrfaches übertreffen.

## Bibliothekswesen
Im Bibliothekswesen bezeichnet eine Annotation eine kurze, sachliche inhaltliche Zusammenfassung eines Werkes. Ein anderer Ausdruck für Annotation ist in der bibliothekarischen Fachsprache „Untertitel“.
Annotationen sind in Bibliothekskatalogen hilfreich für den Benutzer, um die Relevanz der einzelnen Treffer bei einer Suche zu beurteilen.